# 妮科达·斯迈思-戴维斯
妮科达·斯迈思-戴维斯（英語：Nekoda Smythe-Davis，1993年4月22日—），英国女子柔道运动员，2014年英联邦运动会女子57公斤级金牌得主、2017年世界柔道锦标赛女子57公斤级铜牌得主、2018年世界柔道锦标赛女子57公斤级银牌得主。